# Aeródromo de Agua Prieta
El Aeródromo de Agua Prieta o Aeródromo La Calera (Código OACI: MM65 – Código DGAC: LKE) es un pequeño aeropuerto ubicado al sureste de la ciudad de Agua Prieta, Sonora y es operado por el ayuntamiento de la misma ciudad. cuenta con una pista de aterrizaje de 1,500 metros de largo y 20 metros de ancho así como una plataforma de aviación de 8,100 metros cuadrados (90m x 90m) además de varios hangares.